# تری مک‌میلان
تری مک‌میلان (انگلیسی: Terry McMillan؛ زادهٔ ۱۸ اکتبر ۱۹۵۱) یک پدیدآور، و رمان‌نویس اهل ایالات متحده آمریکا است.

## زندگی
تری مک‌میلان در تاریخ ۱۸ اکتبر ۱۹۵۱ در پورت هارون، میشیگان به دنیا آمد. تری مدرک کارشناسی در رشته روزنامه‌نگاری را در سال ۱۹۷۷ از دانشگاه کالیفرنیا، برکلی دریافت کرد. او در حالی‌که دانشجوی کارشناسی‌ارشد رشته هنرهای زیبای دانشگاه کلمبیا بود از ادامه تحصیل انصراف داد. اولین رمان تری به نام ماما در سال ۱۹۸۷ منتشر شد. رمان او با نام در انتظار بازدم در سال ۱۹۹۲ با استقبال فراوانی روبرو شد. این کتاب در فهرست پرفروش‌های نیویورک‌تایمز قرار گرفت و تا سال ۱۹۹۵ تعداد ۳ میلیون نسخه از آن به فروش رسیده بود. فارست ویتاکر با اقتباس از رمان در انتظار بازدم فیلمی به همین نام و بازی ویتنی هیوستون ساخت.

در سال ۱۹۹۸ فیلم دیگری از یکی دیگر از رمان‌های او به نام چگونه استلا به حال عادی بازگشت؟ با بازی آنجلا باست ساخته شد.